# Aalto-yliopiston Urheiluseura

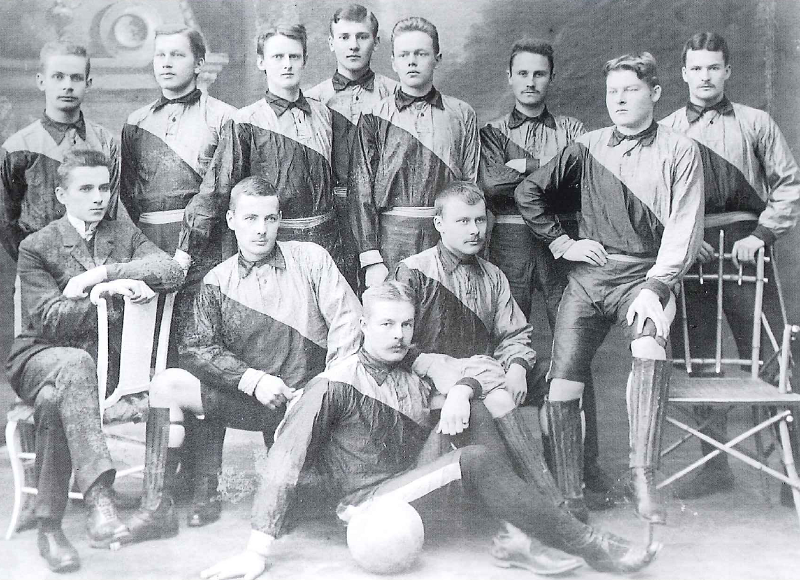
L'equip del Polytechnics US que guanyà el campionat finlandès de futbol el 1909. La majoria dels seus jugadors també formaven part de l'equip de bandy que guanyà el campionat de l'especialitat el mateix any.

L'Aalto-yliopiston Urheiluseura (AaltoUS, en català: Universitat d'Aalto Esports Club) és un club esportiu finlandès de la ciutat de Hèlsinki.
Actualment té seccions com el PUS-Basket (basquetbol), PUS-Hockey (hoquei sobre gel) i FLOB (floorball).

## Història
El club va ser fundat amb el nom Polyteknikkojen voimistelu- ja urheiluseura (Politècnic Gimnàstic i Esports Club) o PUS el 1903, i immediatament Polyteknikkojen urheiluseura (Politècnic Esports Club). Esdevingué el club esportiu de la Universitat de Tecnologia de Hèlsinki, i el 29 de març de 2010, adoptà el nom Aalto-yliopiston urheiluseura, reflectint la fusió amb la Escola d'Econòmiques de Hèlsinki, i la Universitat d'Art i Disseny de Hèlsinki en l'actual Universitat d'Aalto.
L'equip de futbol participà en el primer campionat finlandès l'any 1908, en la que quedà segon. La temporada següent es proclamà campió nacional.

## Palmarès
- Lliga finlandesa de futbol: 
  - 1909